# Bubsy 2
Bubsy 2 è un videogioco a piattaforme con grafica bidimensionale pubblicato da Accolade nel 1994 per il Super Nintendo Entertainment System, Sega Mega Drive e Game Boy. È il seguito di Bubsy in Claws Encounters of the Furred Kind e il secondo videogioco della serie Bubsy.